# Micul lord
Micul Lord este un roman scris de Frances Eliza Hodgson Burnett în anul 1885. A fost primul roman pentru copii publicat de autoare.

## Rezumat
Pe o stradă laterală ponosită din New York, la mijlocul anilor 1880, tânărul Cedric Errol locuiește cu mama sa (cunoscută de el ca „Dearest”) în sărăcie, după moartea tatălui său, căpitanul Cedric Errol. Într-o zi, sunt vizitați de un avocat britanic pe nume Liam cu un mesaj de la bunicul patern al tânărului Cedric, Contele de Dorincourt, un milionar care disprețuiește Statele Unite și a fost foarte dezamăgit când fiul său cel mic s-a căsătorit cu o americancă. Odată cu moartea fraților mai mari ai tatălui său, Cedric a moștenit acum titlul de Lord Fauntleroy și este moștenitorul contelui și al unei vaste moșii. Bunicul lui Cedric vrea ca acesta să trăiască în Regatul Unit și să fie educat ca aristocrat britanic. El oferă văduvei fiului său o casă și un venit garantat, dar refuză să aibă altceva de-a face cu ea, chiar și după ce ea îi refuză banii.
Cu toate acestea, contele este impresionat de aspectul și inteligența nepotului său american și este fermecat de natura sa nevinovată. Cedric crede că bunicul său este un om onorabil și binefăcător, iar contele nu-l poate dezamăgi. Prin urmare, Contele devine un binefăcător pentru arendașii săi, spre încântarea lor, deși are grijă să le anunțe că binefăcătorul lor este copilul, Lord Fauntleroy.
Între timp, înapoi la New York, domnul Hobbs simte lipsa lui Cedric, care intra aproape zilnic în băcănia lui și discutau împreună articolele din ziare. Ca să îi mai treacă dorul, domnul Hobbs îl caută și se împrietenește cu Dick Tipton, un lustrangiu, și el prieten cu Cedric. Cei doi încep să citească ziarele împreună și chiar să caute în cărți informații despre nobilimea engleză, crezând că în acest fel vor afla mai multe despre lumea în care trăia Cedric. Cel mai mult se bucură cei doi când primesc câte o scrisoare de la Micul Lord Fauntleroy
În același timp, în Regatul Unit apare un nou pretendent la moștenirea lui Cedric. Acesta este prezentat de către mama sa, drept  urmașul fiului cel mare al contelui, Bevis. Contele, care se atașase de Cedric nu se împacă cu situația. Mai ales că mama noul pretendent este o femeie fără educație și cu un comportament agresiv și vulgar. Contele hotărăște să inițieze un proces prin care să conteste dreptul la moștenire al noului pretendent. Scandalul ce urmează atrage atenția presei și ajunge și în paginile ziarelor din America. 
Într-unul din aceste ziare Dick Tipton, descoperă o fotografie a mamei noului pretendent la moștenirea contelui. Pretendenta nu e alta decât Minna, fosta soție a fratelui lui Dick, Benjamin.
Dick și Benjamin călătoresc împreună în Anglia pentru a o demasca pe impostoare, fiul ei fiind de fapt fiul lui Benjamin, nu a lui Bevis. Benjamin se va întoarce în America alături de fiul său, iar Minna va dispărea din viața tuturor fără să mai știe nimeni nimic de soarta ei.
Contele plănuise să-și învețe nepotul cum să fie aristocrat. În schimb, Cedric îl învață pe bunicul său că un aristocrat ar trebui să practice compasiunea față de cei care depind de el. Contele devine omul pe care Cedric în inocența lui l-a crezut mereu. Cedric se reîntâlnește fericit cu mama sa și cu domnul Hobbs, care decide să rămână pentru a-l ajuta să aibă grijă de Cedric.

## Adaptări

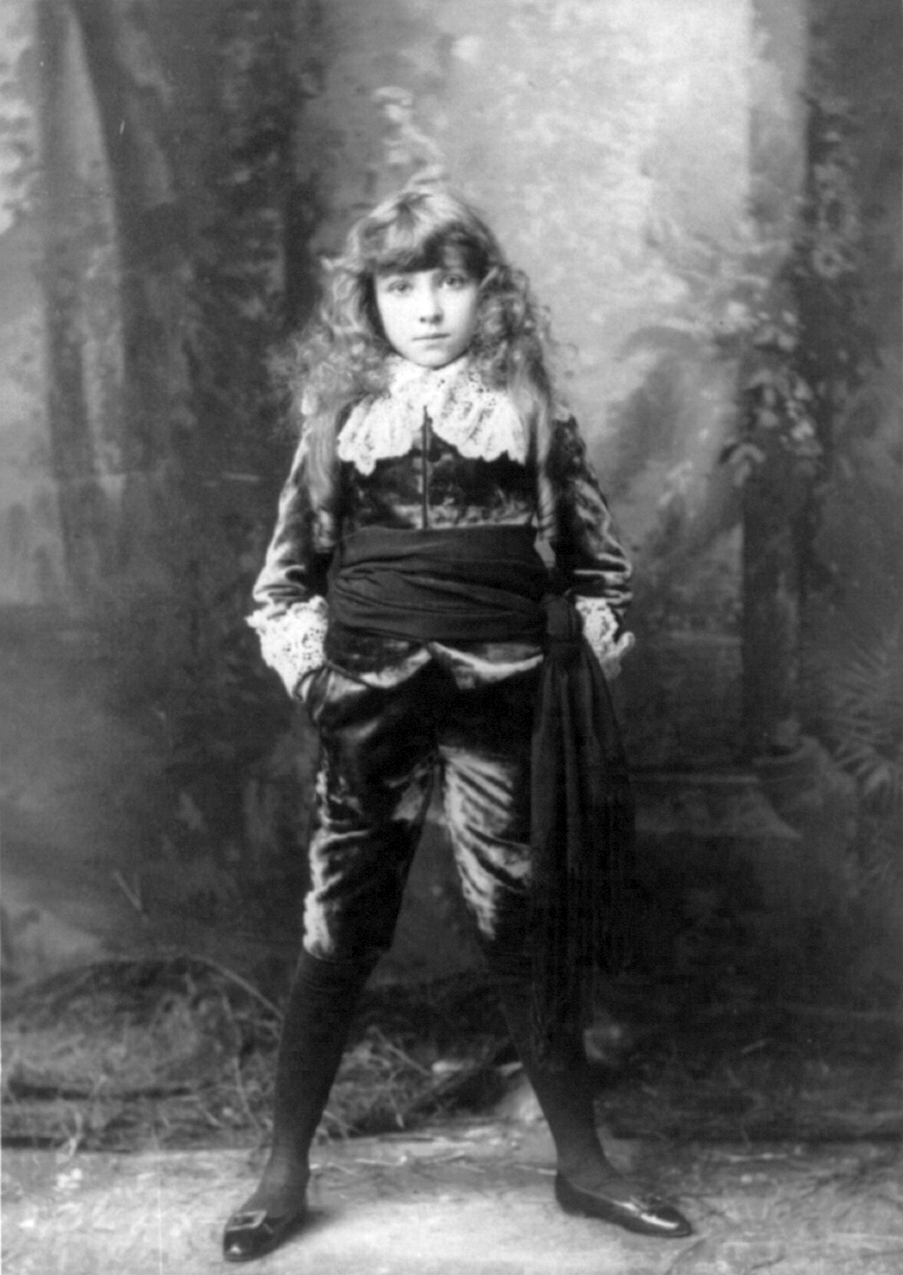
Elsie Leslie în producția de pe Broadway Little Lord Fauntleroy (1888).

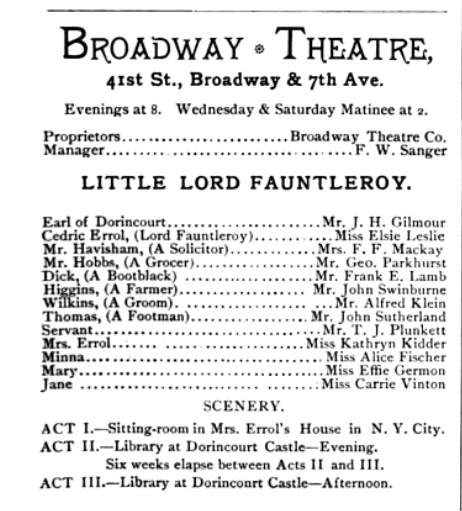
Distribuția Broadway listată în The Theatre.

### Teatru
Prima adaptare pe scenă a romanului lui Hodgson, intitulată pur și simplu Micul lord Fauntleroy, s-a jucat la Teatrul Prințului de Wales din Londra pe 23 februarie 1888. Scrisă de EV Seebohm, piesa în trei acte a fost „sugerată de doamna F. H, povestea lui Burnett”,  Distribuția a avut-o pe Annie Hughes în rolul lui Cedric și s-a jucat doar un scurt sezon de matinee. După ce a descoperit că romanul ei a fost plagiat pentru scenă, Burnett a dat în judecată cu succes și apoi și-a scris propria adaptare teatrală intitulată The Real Little Lord Fauntleroy . Deschiderea pe 14 mai, la Terry's Theatre din Londra s-a jucat pentru 57 de matinee și a fost ulterior pusă în scenă în Franța și în America la Boston și New York City.
Producția de pe Broadway a piesei lui Burnett a avut premiera pe 10 decembrie 1888, la Broadway Theatre, New York City. Distribuția originală este următoare:
- Contele de Dorincourt – JH Gilmour
- Cedric Errol (Lord Fauntleroy) – Elsie Leslie și Tommy Russell
- Domnul Havisham, avocat – FF Mackay
- Domnul Hobbs, băcan – George A. Parkhurst
- Dick, lustrangiu – Frank E. Lamb
- Higgins, fermier – John Swinburne
- Wilkins, mire – Alfred Klein
- Thomas, un lacheu – John Sutherland
- James, un servitor – TJ Plunkett
- Doamna Errol („Dearest”) – Kathryn Kidder
- Minna – Alice Fischer
- Mary – Effie Germon

Versiunile de turneu ale piesei au fost comune la sfârșitul secolului al XIX-lea și începutul secolului al XX-lea. O versiune din 1906 l-a distribuit pe Buster Keaton, în vârstă de 11 ani, în rolul lordului Fauntleroy.
În România, Micul Lord a fost adaptată pentru Teatru TV și a fost lansată la 1 martie 1999. Spectacolul a fost realizat în colaborare cu Teatrul Ion Creangă după o traducere de Rodica Butureanu. Adaptarea a fost făcută de Constantin Dicu.

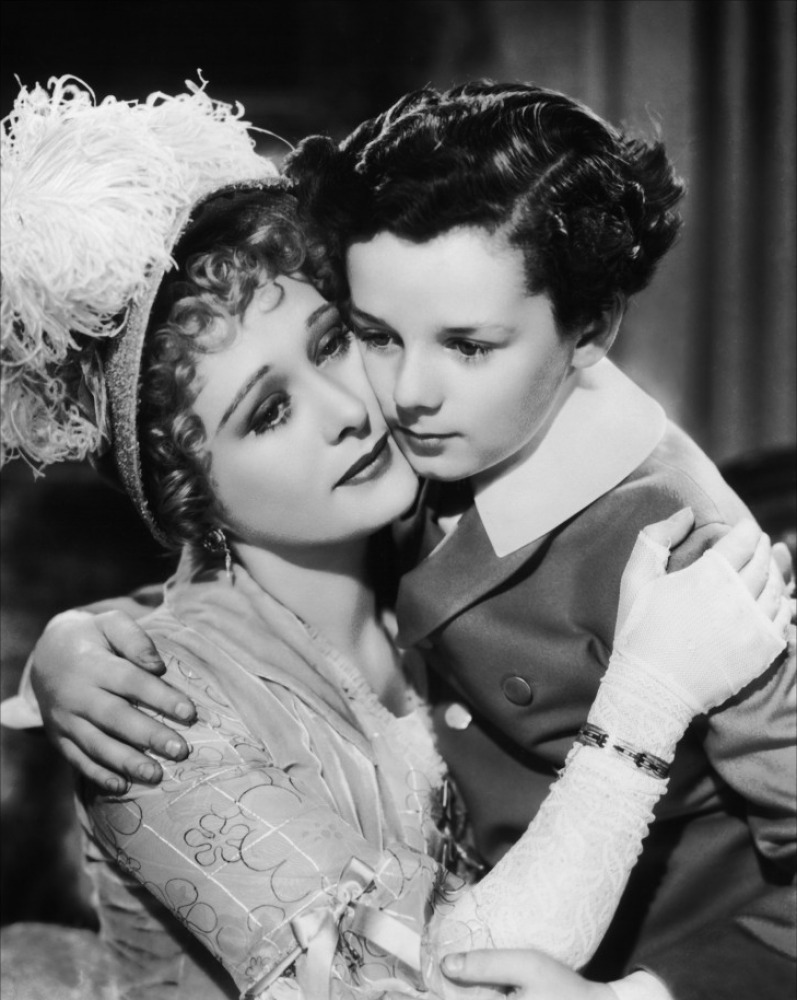
Dolores Costello și Freddie Bartholomew în Little Lord Fauntleroy (1936)

### Film
- Little Lord Fauntleroy (1914), un film mut britanic, unul din ultimele realizate în Kinemacolor, regizat de F. Martin Thornton, Distribuția: Gerald Royston (Cedric); H. Agar Lyons (The Earl); Jane Wells (Dearest); Bernard Vaughan (Mr. Havisham); F. Tomkins (Mr. Hobbs); and Harry Edwards (Dick).[9][10]
- Little Lord Fauntleroy (A Kis Lord) (1918), un film mut maghiar, regizat de Alexander Antalffy, Distribuția: Tibor Lubinszky (Cedric); Alexander Antalffy (The Earl); Giza Báthory (Dearest); József Hajdú (Mr. Havisham); Jenõ Horváth (Mr. Hobbs); Ernõ Kenessey (Dick).[11][12]
- Little Lord Fauntleroy (1921), un film mut american, regizat de Alfred E. Green și Jack Pickford, Distribuția: Mary Pickford (Cedric & Dearest); Claude Gillingwater (The Earl); Joseph J. Dowling (Mr. Havisham); James A. Marcus (Mr. Hobbs); Fred Malatesta (Dick).[13][14]
- L'ultimo Lord (1926), un film mut italian, regizat de Augusto Genina, Distribuția: Carmen Boni (Freddie). Based on L'ultimo Lord by Ugo Falena.[15][16]
- Little Lord Fauntleroy (1936), considerat cea mai bună adaptare, regizat de John Cromwell. Distribuția: Freddie Bartholomew (Cedric); C. Aubrey Smith (The Earl); Dolores Costello (Dearest); Henry Stephenson (Mr. Havisham); Guy Kibbee (Mr. Hobbs); Mickey Rooney (Dick).[17][18]
- Il ventesimo duca (1945), film italian, regizat de Lucio De Caro. Distribuți: Paola Veneroni ("Freddie"). Based on L'ultimo Lord by Ugo Falena.[19][20]
- O Pequeno Lorde (1957), Film brazilian realizat pentru releviziune, regizat de Júlio Gouveia and Antonino Seabra. Distribuție: Rafael Neto (Cedric).
- Little Lord Fauntleroy (1957), miniserie americană. Distribuție: Richard O'Sullivan (Cedric).[21][22]
- Il piccolo Lord (1960), miniserie italiană (sceneggiato) difuzată pe  RAI, regizată de Vittorio Brignole. Distribuție: Sandro Pistolini (Cedric); Michele Malaspina (The Earl); Andreina Paul (Dearest); Attilio Ortolani (Mr. Havisham); Giuseppe Mancini (Mr. Hobbs); Ermanno Anfossi (Dick).[23][24]

## Legături externe
- Little Lord Fauntleroy la Proiectul Gutenberg
- Little Lord Fauntleroy carte audio din domeniul public la LibriVox
- Frances Eliza Hodgson Burnett - Micul Lord (1992) - teatru radiofonic